# Robert Mauger

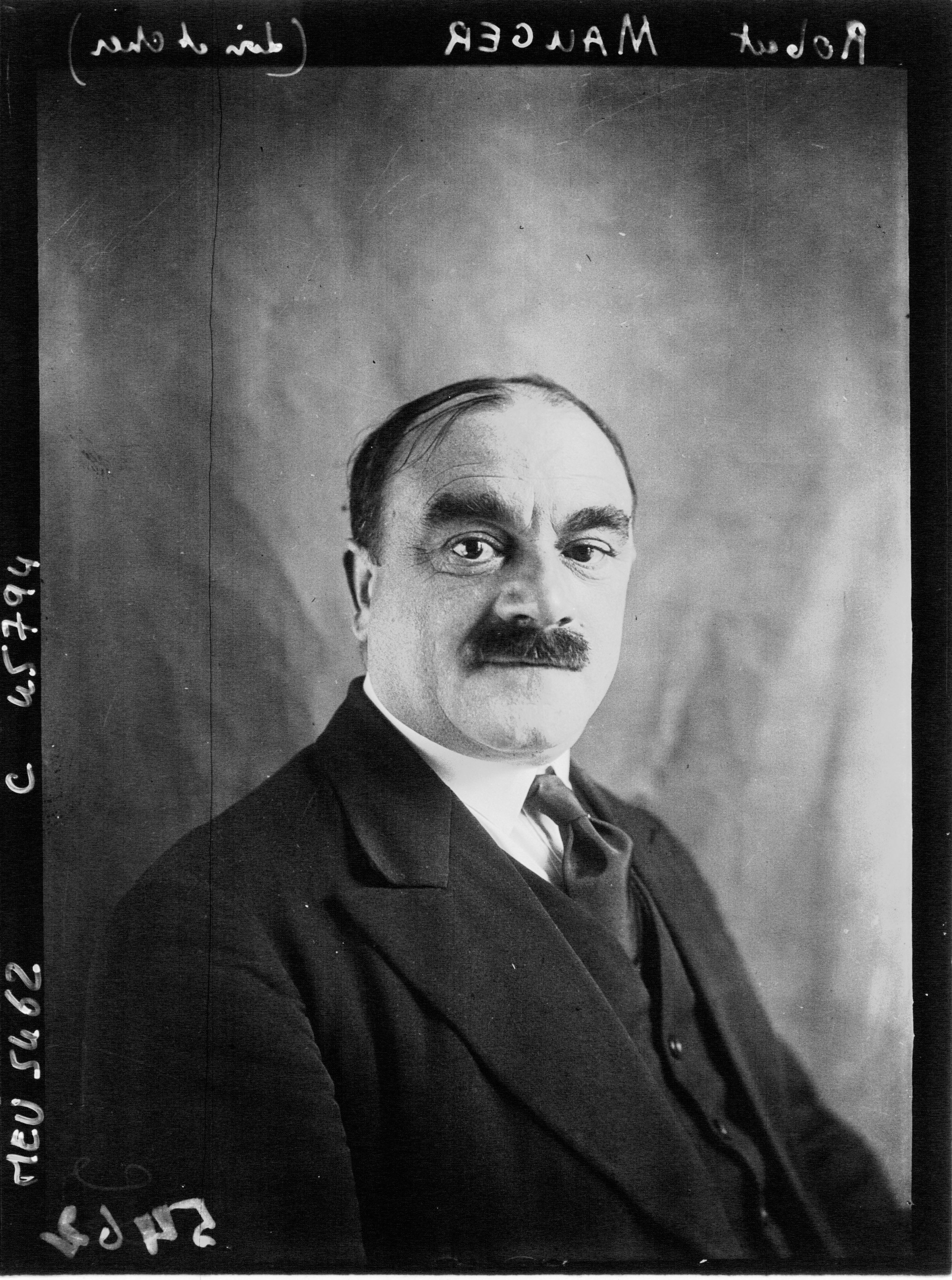
Robert Mauger

Robert Mauger (* 27. April 1891 in Contres; † 9. Januar 1958 ebenda) war ein französischer Politiker während der Dritten Republik und Résistant.

## Leben
Robert Mauger, Sohn des radikal-sozialistischen Politikers und Kaufmanns Pierre Mauger-Violleau, übernahm das Juweliergeschäft seines Vaters, bewirtschaftete einen Weinberg und trat schon als junger Mann der Section française de l’Internationale ouvrière (SFIO) bei. Er folgte seinem Vater 1924 als Generalrat und 1925 als Bürgermeister ihrer Heimatgemeinde. 1928 unterlag er bei den Parlaments- und Kantonalwahlen, wurde jedoch 1932 und 1936 in die Abgeordnetenkammer gewählt.
In der Abgeordnetenkammer war er Sekretär des Landwirtschaftsausschusses und ab 1936 gehörte er auch dem Getränkeausschuss an. Von 1932 bis 1934 war er Mitglied der interministeriellen Kommission für Weinbau.
Bei der Abstimmung über das Verfassungsgesetz vom 10. Juli 1940 stimmte er gegen die Erteilung der diktatorischen Vollmachten an Philippe Pétain. Er engagiert sich in der Résistance und gehörte dem Buckmaster-Netzwerk an. Nachdem dieses aufgelöst worden war, schloss Mauger sich der Libération-Nord an. Im August 1944 leitet er das Départementskomitee der Befreiung.
1944–1945 gehörte er der Assemblée consultative provisoire (Provisorische beratende Versammlung) an. 1945 erhielt er alle seine Mandate zurück, immer noch als gewählter Sozialist der SFIO, trat aber bei den Parlamentswahlen von 1946 nicht mehr an. Anfang der 1950er Jahre zog er sich aus dem politischen Leben zurück.
Er war Träger der Médaille de la Résistance.